# Plataforma de Crimea
La Plataforma de Crimea (en ucraniano: Кримська платформа, romanizado: Krymska platforma) es una iniciativa diplomática de Ucrania y su presidente, Volodímir Zelenski. Está diseñada para ser un mecanismo de coordinación internacional para restablecer las relaciones entre Rusia y Ucrania mediante la reversión de la adhesión de Crimea en 2014 por parte de la Federación de Rusia, realizada tras el referéndum sobre el estatus político de Crimea de 2014. 
La cumbre inaugural de la plataforma tuvo lugar el 23 de agosto de 2021. Algunas de sus funciones serían las de garantizar la protección de los derechos humanos de los tártaros de Crimea, aliviar la degradación del medio ambiente y el comercio en la región del mar Negro y el mar de Azov también son temas que se debaten en la cumbre.

## Creación y promoción
Los planes para tal evento fueron anunciados por el Ministerio de Reintegración de los Territorios Ocupados Temporalmente, y en la 75.ª sesión de la Asamblea General de la ONU en septiembre de 2020. La primera mención de la iniciativa de la Plataforma de Crimea apareció en noviembre de 2020, cuando la primera viceministra de Relaciones Exteriores Emine Dzhaparova lo presentó a los embajadores de los Estados miembros de la UE y discutió los aspectos prácticos de involucrar a la Unión Europea en sus actividades. Posteriormente, las autoridades ucranianas llevaron a cabo una campaña que buscaba involucrar a los países occidentales en la plataforma. El 26 de febrero de 2021, el presidente Zelenski firmó un Decreto «sobre determinadas medidas destinadas a la desocupación y reintegración del territorio temporalmente ocupado de la República Autónoma de Crimea y la ciudad de Sebastopol», que decidió establecer el Comité Organizador para la preparación y realización de la Plataforma de Crimea. El Presidente del Comité Organizador para la Preparación de la Cumbre Constituyente de la Plataforma de Crimea es el ministro de Relaciones Exteriores de Ucrania, Dmitri Kuleba. Se espera que la Plataforma de Crimea esté representada en la Asamblea Parlamentaria del Consejo de Europa.

## Temas de negociación, formatos
El canciller Dmitri Kuleba ha identificado cinco prioridades esperadas para la plataforma de negociación de la Plataforma de Crimea:
 
Las negociaciones se llevarán a cabo en cinco áreas clave:
- consolidación de la política internacional de no reconocimiento de cualquier cambio en el estatus legal internacional de Crimea,
- expansión y fortalecimiento de las sanciones internacionales contra Rusia,
- seguridad internacional,
- derechos humanos,
- el impacto de la «ocupación» en la economía y el medio ambiente.[15][16]

Después de la cumbre, las actividades de la Plataforma de Crimea no terminarán. Se prevén cuatro formatos de su trabajo: presidenciales, cancilleres, diputados y expertos. El nivel intergubernamental actuará en forma de consultas de cancilleres, reuniones de coordinación de grupos de trabajo especializados en áreas prioritarias, conferencias. La asociación parlamentaria inter-faccional de la Plataforma de Crimea (Rustem Umerov, Mustafa Dzhemilev, Ajtem Chigoz, Yelizaveta Yasko, Vadim Galaichuk) se ha establecido en el parlamento ucraniano, que está elaborando un paquete de proyectos de ley sobre la península anexada temporalmente.
El foro fundador de la red de expertos de la Plataforma de Crimea con la participación de representantes del Ministerio de Relaciones Exteriores, embajadas y expertos nacionales e internacionales se llevó a cabo el 6 de agosto en Kiev. También se espera que la Plataforma de Crimea esté representada en la Asamblea Parlamentaria del Consejo de Europa. La plataforma permanecerá operativa hasta que «la península vuelva al control ucraniano».

## Asistentes

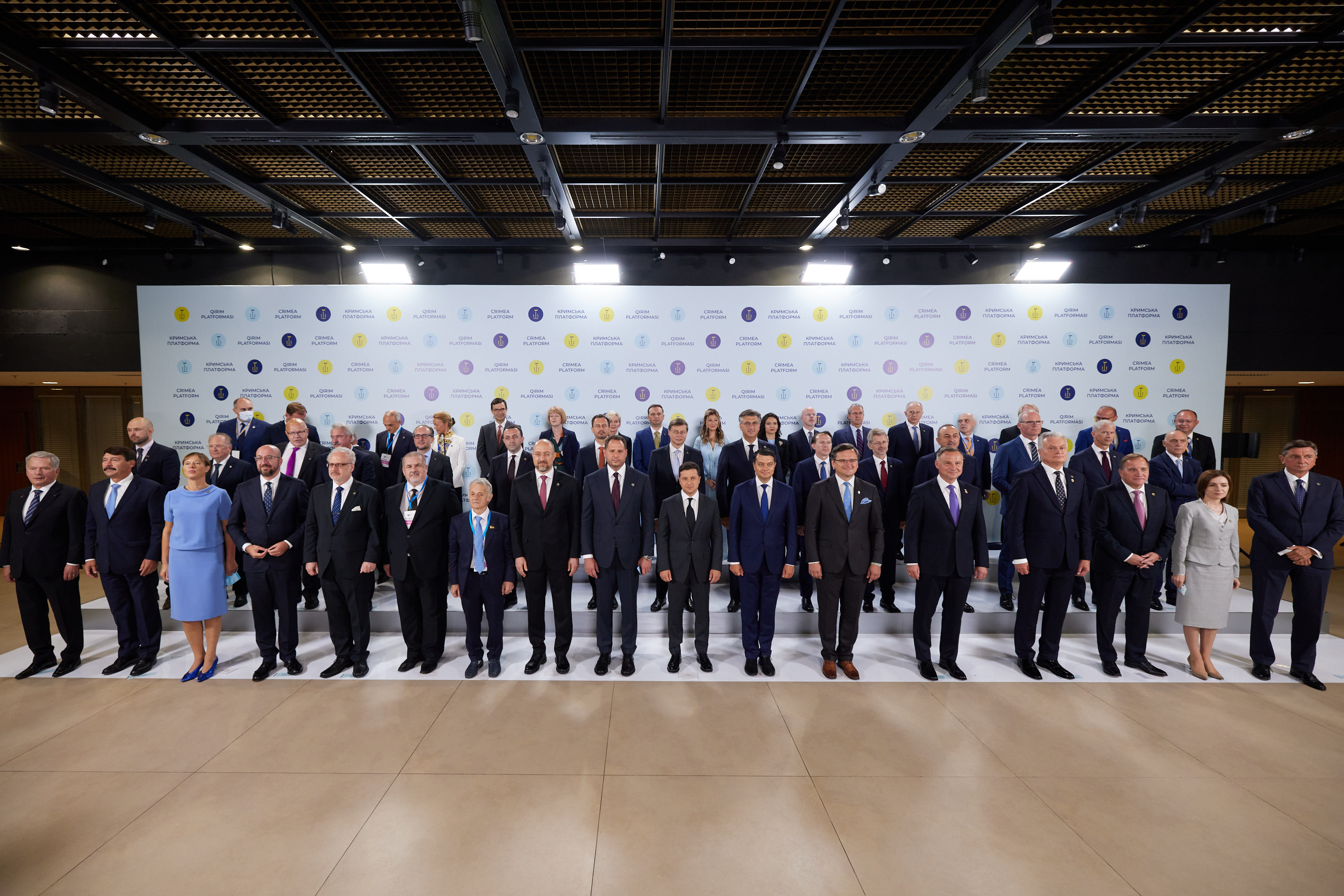
Participantes de la Plataforma de Crimea

Acudieron los líderes de Grecia y Lituania. Turquía, Estados Unidos, Canadá, Reino Unido y Moldavia decidieron enviar solo representantes a la cumbre. Israel también fue invitado a la conferencia.
En cuanto a Rusia, el Ministerio de Relaciones Exteriores permitió previamente la participación en la Plataforma de Crimea, estableciendo la condición: «Si se planea discutir la reanudación del suministro de agua y electricidad de Crimea, levantando el bloqueo comercial y de transporte de Kiev en la península». La parte ucraniana rechazó tal posibilidad. Posteriormente, Rusia calificó los esfuerzos de Kiev para devolver Crimea como ilegítimos y la participación de cualquier país y organización en la iniciativa ucraniana como una invasión directa de la integridad territorial de Rusia.
Rusia también probada para socavar la credibilidad de la plataforma e impedir otros estados de participar en él a través de chantaje e intimidación - por esta razón la lista de aquellos invitado a la cumbre tuvo que ser secreto mantenido .
A pesar de todas las circunstancias, representantes de 47 países y las organizaciones están esperados en la cumbre en agosto 23.
Los Estados Unidos estuvo representado por un miembro del Gabinete. Esto estuvo anunciado por los EE. UU. Chargé d'Affaires en Ucrania, Vicesecretario de Diputado de Estatal para europeo y Eurasian Asuntos George Kent en una entrevista con Libertad Radiofónica.
Después de la cumbre, el presidente Zelensky otorgó la Orden del Príncipe Yaroslav el Sabio a once jefes de Estado y de gobierno presentes.

### Lista de asistentes

Mapa de los participantes de la plataforma Crimea

### Lista de asistentes[33][34][35][36]

#### Estados miembros del G7
- Canadá - presidente del Senado George Furey
- Francia - ministro de Relaciones Exteriores Jean-Yves Le Drian
- Alemania - Ministro de Economía y Energía Peter Altmaier
- Italia - ministro de Relaciones Exteriores Benedetto Della Vedova
- Japón -embajador Kurai Takashi
- Reino Unido - ministra de estado para Europa Wendy Morton
- Estados Unidos - secretaria de Energía Jennifer Granholm

#### Otros asistentes
- Letonia - presidente Egils Levits[37]
- Lituania - presidente Gitanas Nauseda[38]
- Estonia - presidente Kersti Kaljulaid[39]
- Polonia - presidente Andrzej Duda[40]
- Eslovaquia - primer ministro Eduard Heger
- Hungría - presidente János Áder
- Moldavia - presidente Maia Sandu[41][42]
- Eslovenia - presidente Borut Pahor
- Finlandia - presidente Sauli Niinistö
- Rumania - primer ministro  Florin Cîțu
- Georgia - primer ministro Irakli Garibashvili[43][44]
- Croacia - primer ministro Andrej Plenković
- Suecia - primer ministro Stefan Löfven[45]
- Suiza - presidente del Consejo Nacional Andreas Aebi
- República Checa - presidente del Senado de la República Checa Miloš Vystrčil
- Turquía - ministro de Relaciones Exteriores Mevlüt Çavuşoğlu
- España - secretario de Asuntos Europeos Juan González-Barba Pera
- Israel
- Bélgica - ministro de Relaciones Exteriores Sophie Wilmès
- Luxemburgo - ministro de Relaciones Exteriores Jean Asselborn
- Austria - ministro de Relaciones Exteriores Alexander Schallenberg
- Países Bajos - ministro de Comercio y Desarrollo Tom de Bruijn
- Irlanda - ministro de Relaciones Exteriores Simon Coveney
- Dinamarca
- Bulgaria - ministro de Relaciones Exteriores Svetlan Stoyev
- Montenegro - ministro de Relaciones Exteriores George Radulovich
- Macedonia del Norte - ministro de Relaciones Exteriores Bujar Osmani
- Portugal - ministro de Relaciones Exteriores João Gomes Cravinho
- Noruega - secretario de Estado del Ministerio de Relaciones Exteriores Audun Halvorsen
- Nueva Zelanda - embajador Si'alei van Toor
- Malta - embajador Godwin Montanaro
- Australia - embajador Bruce Edwards
- Chipre - embajador Luis Telemachus
- Grecia - embajador Vasilios Bornovas
- Islandia - embajador Eidun Atlason
- Albania - ministro de Relaciones Exteriores Olta Xhaçka
- OTAN - Secretario general adjunto Mircea Geoană
- Unión Europea (European Council) - presidente Charles Michel
- Unión Europea (European Commission) - vicepresidente Valdis Dombrovskis
- Consejo de Europa - secretario general Marija Pejčinović Burić
- GUAM - secretario general Altay Əfəndiyev

## Oficinas de la Plataforma de Crimea

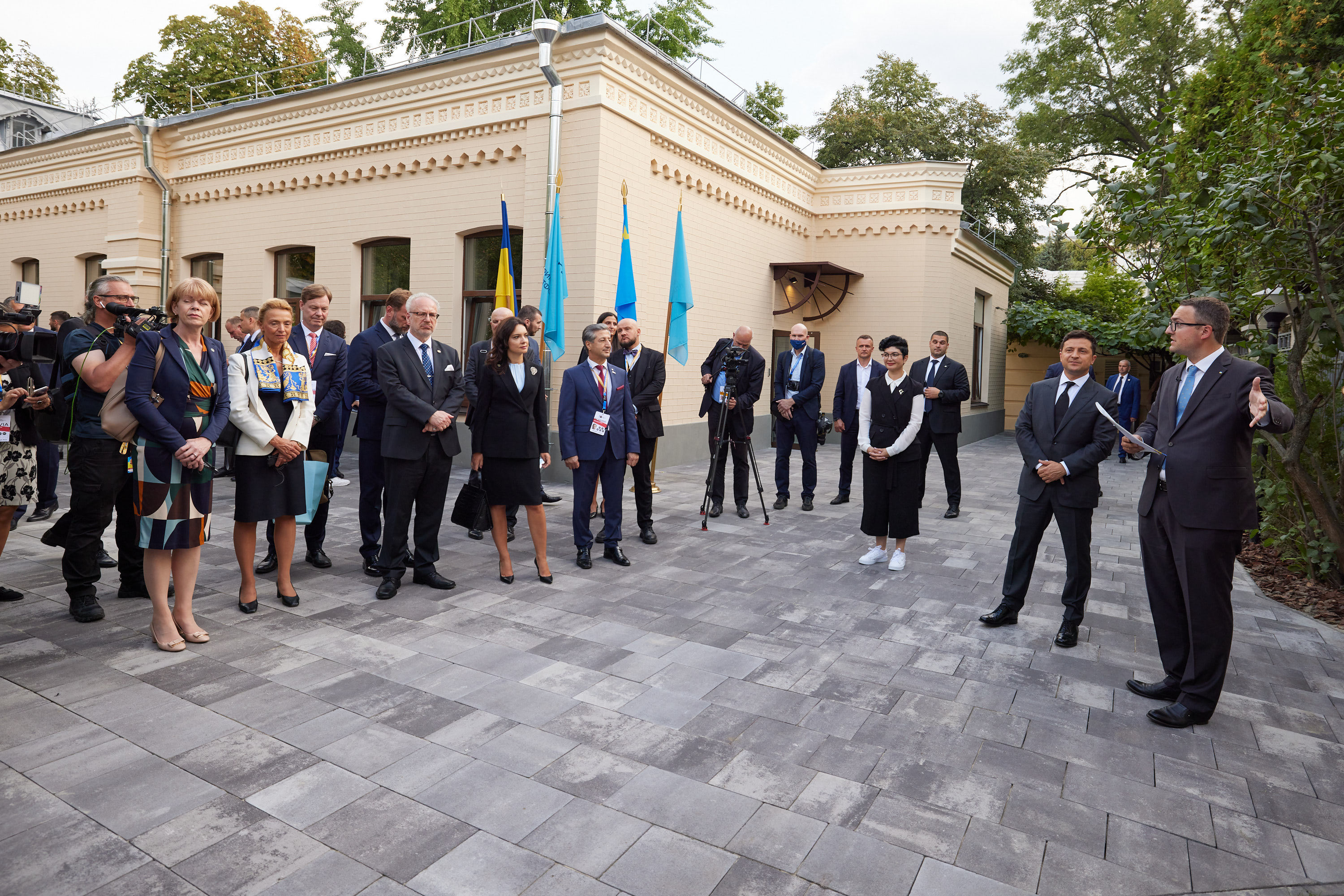
Apertura de la oficina principal de la Plataforma de Crimea

El día de la cumbre, sus participantes aperturaron la oficina principal de la Plataforma de Crimea, ubicada en Kiev. El jefe de la oficina es Anton Korinevich, representante permanente del presidente en la República Autónoma de Crimea.
Se previsto abrir oficinas de la Plataforma de Crimea en algunos otros países signatarios de la declaración.